# Microcosmus stoloniferus
Microcosmus stoloniferus is een zakpijpensoort uit de familie van de Pyuridae. De wetenschappelijke naam van de soort is voor het eerst geldig gepubliceerd in 1952 door Kott.